# Вітвіцький Михайло Антонович
Вітвіцький Михайло Антонович (нар. 9 серпня 1932, с. Великий Крупіль Березанського, нині Згурівського району Київської області) — селекціонер у галузі рослинництва. Доктор сільськогосподарських наук (1997), професор (1998).

## Біографія
Закінчив Київський університет (1956). Відтоді працював на Тернопільській сільськогосподарській дослідній станції; від 1963 — в Інституті землеробства УААН (смт Чабани Києво-Святошинського району Київської області): 1988–91 — пров. н. с. відділу селекції озимих культур, 1991—2003 — завідувач лабораторії селекції озимого жита, від 2003 — гол. н. с.
Розробив способи селекції жита: на стійкість до снігової плісняви з використанням маркерної ознаки — антоціанового забарвлення рослин та кількісним вмістом у них антоціанів і лейкоантоціанів; на стійкість до кореневих гнилей, борошнистої роси, бурої іржі з використанням штучно створеного інфекційно-провокаційного фону шляхом беззмінного посіву жита в літні строки.
Вивів сорти кормових бобів Хоростківські; озимого жита — Поліське тетра, Київське 80, 86, 90, 93, Воля, Інтенсивне 95, 99; ярої пшениці — Рання 73, 93, Дніпрянка, Скороспілка 95, 98, 99, Недра.